# Přípřež

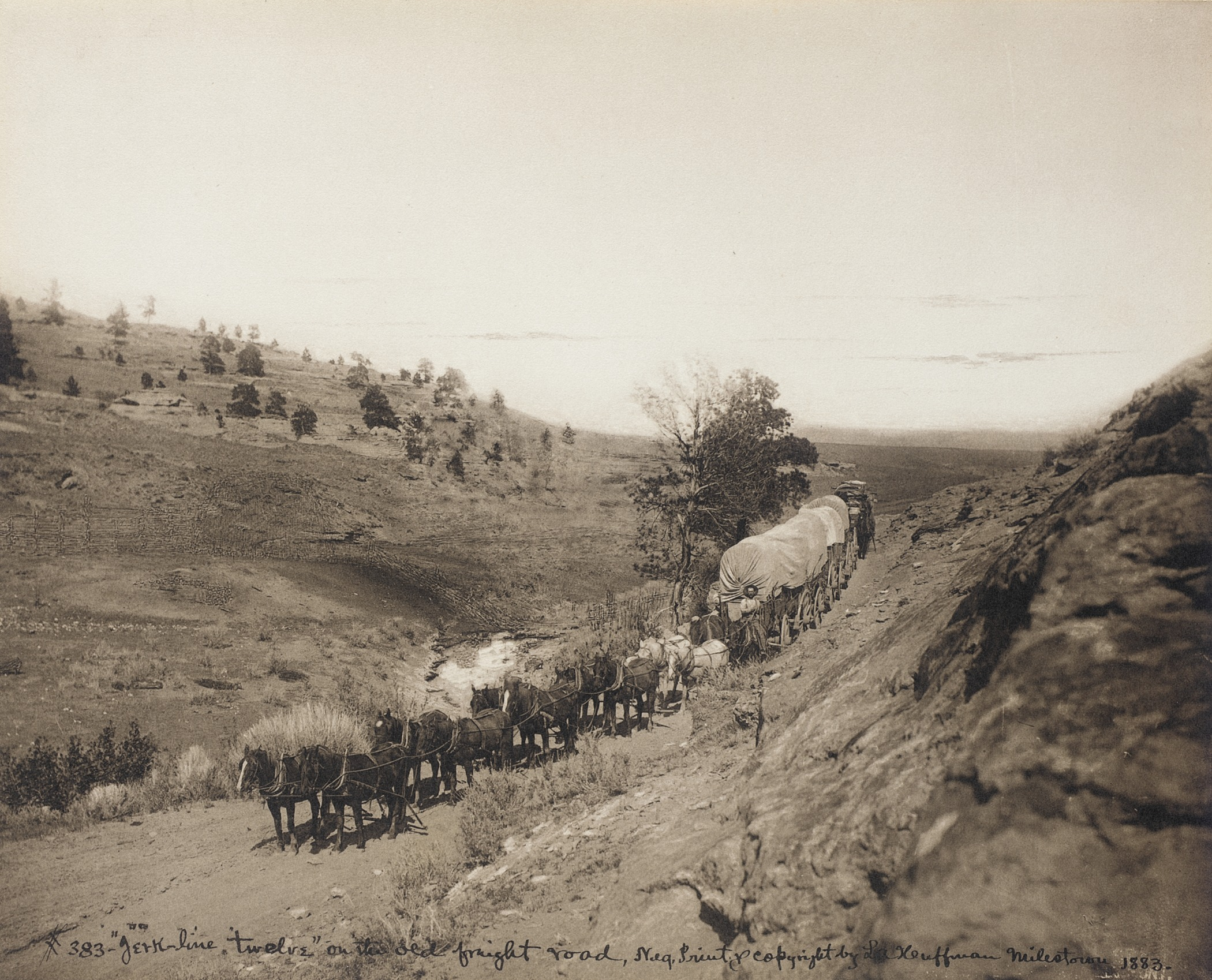
Potahová nákladní souprava tažená dvanáctispřežím v Montaně, 1883

Přípřež jsou tažná zvířata nebo stroje, které jsou v trakčně náročných úsecích dopravní cesty připojovány před vozidlo, jízdní soupravu, vlak, plavidlo nebo plavební sestavu jako dočasná výpomoc. Přípřež bývala poskytována ve formanské silniční dopravě a používá se v železniční dopravě, a to v úsecích prudšího a delšího stoupání silnice nebo trati. 

## Silniční potahová doprava
V potahové silniční dopravě byla ve strmých úsecích poskytována k povozům a kočárům přípřež, tj. koně připřahovaní navíc ke stávajícímu spřežení tažných zvířat. Obyčejný forman míval pár koní, těžký formanský povoz míval dva páry koní. Do delších nebo prudších stoupání přibírali formané přípřež. Tu na takových místech nabízeli místní „forajtři“. Přípřež mohl tvořit pár, dva nebo i tři páry koní, takže ve voze „těžkého formana“ mohlo být zapřaženo 6 až 8, někdy ještě více koní. „Forajtr“ vypomáhal podle potřeby, třeba i na několik hodin nebo mil. Pokud vyjížděl na delší cestu, uvázal za formanský povoz svou dvoukolku. Při cestě zpět zapřáhl do své dvoukolky pouze jednoho či dva koně, a ostatní uvázal za ni. Na místech, kde se nabízela přípřež, prosperovaly hospody, protože se na ni někdy muselo čekat. Ještě do poloviny 50. let 20. století byla na začátku dlouhých a prudkých stoupání na silnicích běžná dopravní značka „Jízda bez přípřeže zakázána!“.
Slovem přípřež (a jeho nářečními a slangovými ekvivalenty) se označovalo nejen spřežení pronajímané do stoupavých úseků navíc k základnímu formanovu spřežení, ale v některých kontextech potah vůbec, zejména v souvislosti s povinností potahové služby vůči panstvu (v rámci roboty) nebo vojsku. (Z pamětí sedláka Jana Zaorala z Lešan z 1. poloviny 19. století: „To bylo profantů, fořponů, drv vožení do šanců do Holomouce, na práci na šancování Holomouce. Já jsem jezdil na profant a přijeda z profantu na fořpon, a z fořponu zas na profant a do Holomouce s drvama a palisátama, do šanců na práci, tihly vozit na šance“.) V československých pravidlech silničního provozu 141/1960 Sb. § 39 odst. 3 zakazoval za snížené viditelnosti ponechávat na silnici povozy bez přípřeže (a nebylo-li jejich odstranění možné, musely být označeny červeným světlem jako překážka provozu a oj musela být vyňata nebo zdvižena). 
Z německých výrazů pro přípřež (der Vorspann nebo také Fürspann) byly odvozeny nářeční výrazy pro přípřež: fořpon, fařpon nebo fiřpon. Přípřež se také nářečně označovala slovem výtah. Poskytování přípřeže se lidově označovalo také například slovem fiřpování, být poslán na fiřpon.
Na zemské stezce z Prahy do hornolužického Zhořelce se v Záskalí u vodojemu na úpatí připojovalo k povozům pro překonání hřebene Javorníku třeba i pět nebo šest párů koní. Pro rovinku u dnešní horní autobusové zastávky, kde se přípřež vypřahala, se dochoval pomístní název Výpřež. Výpřež je také alternativní název pro Tetřeví sedlo u Ještědu, jímž prochází jedna ze silnic přes Ještědsko-kozákovský hřbet.

## Železniční doprava

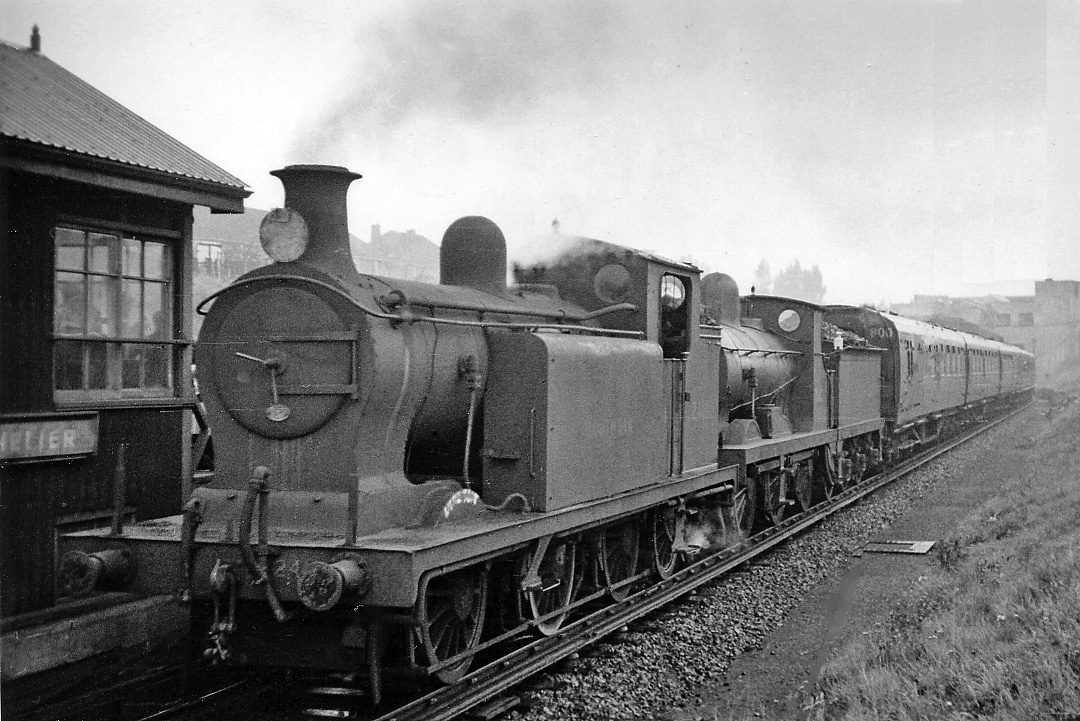
Vlak s přípřeží

Jízda s přípřeží je způsob jízdy vlaku, kdy jsou na začátku vlaku nejméně dvě činná hnací vozidla, která jej táhnou. Stroj v čele vlaku se nazývá „přípřežní hnací vozidlo“ či „přípřež“, druhý stroj (řazený mezi přípřežní vozidlo a vozy) je „vlakové hnací vozidlo“. Přípřež (nebo postrk nebo vložené hnací vozidlo) se používá v případě, kdy hmotnost vlaku překračuje normativ hmotnosti pro jedno hnací vozidlo. Teoreticky může tvořít přípřež i více hnacích vozidel připojených před vlakové hnací vozidlo. 

## Lodní doprava

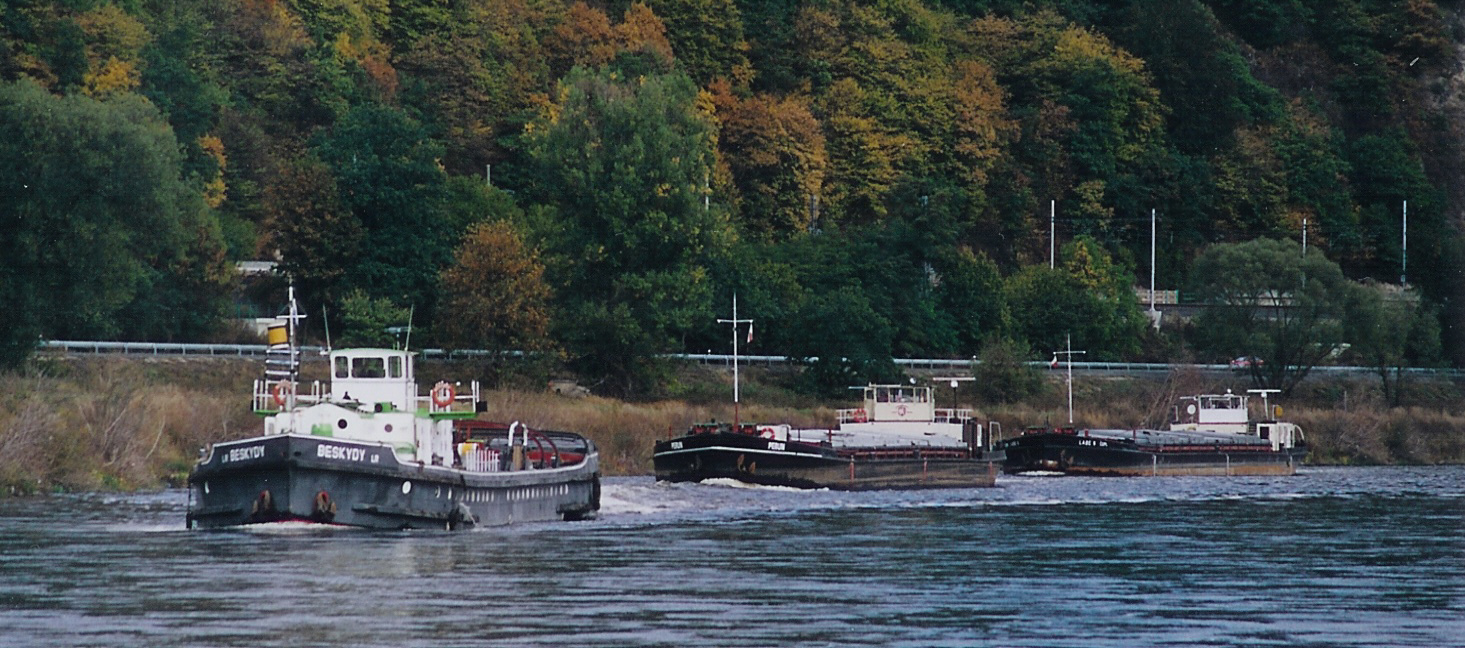
Dvojice motorových lodí vlečená zadokolesovým remorkérem Beskydy

Přechodná přípřež se používá i v říční lodní dopravě. Podle řádu plavební bezpečnosti na vnitrozemských vodách 5/1957 Ú.l. platilo, že je-li závěs vlečen více remorkéry za sebou, je vůdcem vleku vůdce prvního remorkéru; to však neplatí pro vůdce přechodné přípřeže. Pozdější řády plavební bezpečnosti (3/1970 Sb., 155/1973 Sb., 344/1991 Sb. 344/1995 Sb.) ani aktuální pravidla plavebního provozu 67/2015 Sb. připřež nezmiňují. 
V lodní dopravě může mít smysl tam, kde lodě plují proti silnějšímu proudu a kde nelze využít pobřežní potahové stezky. 
Na Labi mezi Ústím nad Labem a Hřenskem se naopak používá zadokolesový remorkér Beskydy pro překonání kritických mělčin, kde nelze používat lodní šroub, a stát zde při snížené hladině nabízí tuto službu zdarma jako kompenzaci za to, že se mu dlouhodobě nedaří prosadit zde stavbu zdymadla. Provozování přípřeže na Labi převzalo Ředitelství vodních cest ČR v roce 2016.